# 柴田実 (アナウンサー)
柴田 実（しばた みのる）はNHK放送文化研究所専門研究員、NHK元アナウンサー。

## 人物
- 1970年にNHK入局。
- アナウンサー時代は主に報道番組など担当。
- NHK放送文化研究所に異動後は放送用語の検証に携わっている。

## 過去の出演番組
- ラジオ深夜便「くらしの中のことば」（第1日曜日）

## 同期
- 青木健一、朝妻基祐、浅見忠司、生熊雅夫、板谷直実、井上元、大滝重輿、小柳実、木村知義、金城紀昭、久保慶子（旧姓・伊藤）、黒沢典之、桑原堯、向後雅博、古賀成治、斉藤正安、榊寿之、田沢真、田中久雄、谷口俊二、寺田道雄、中谷成子（旧姓・尾関）、二宮正博、野島正興、深草耕太郎、藤沢武、藤野寿一、二見和男、増渕路子（旧姓・佐藤）、丸山晃、三杉栄、宮川俊二、宮田修、室井民雄。

| スタブアイコン | サブスタブ | この項目は、まだ閲覧者の調べものの参照としては役立たない、アナウンサーに関連した書きかけの項目です。この項目を加筆・訂正などしてくださる協力者を求めています（PJ:アナウンサー）。 |